# نانوویتسا
نانوویتسا (به بلغاری: Nanovitsa) یک منطقهٔ مسکونی در بلغارستان است که در شهرستان مومچیلگراد واقع شده‌است.